# Ромаши (Ильинский район)
Ромаши — упразднённая в 2023 году деревня в Ильинском городском округе Пермского края России.

## География
Деревня находится в центральной части края, в пределах северо-восточной части Русской равнины, к западу от реки Гаревой, на расстоянии приблизительно 14 километров (по прямой) к востоку-юго-востоку (ESE) от посёлка Ильинского, административного центра округа. Абсолютная высота — 172 метра над уровнем моря.
Климат
Климат характеризуется как умеренно континентальный, с морозной продолжительной зимой и коротким тёплым летом. Средняя многолетняя температура самого холодного месяца (января) составляет −15,3 — −14,7 °С, температура самого тёплого (июля) — 17,4 — 18,2 °С. Среднегодовое количество осадков — 553 мм. Снежный покров держится в течение 170—190 дней.

## История
До марта 2019 года входила в состав ныне упразднённого Филатовское сельского поселения Ильинского района.
Упразднена в сентябре 2023 года.

## Население
| 2010 |
| ---- |
| 2    |

Половой состав
По данным Всероссийской переписи населения 2010 года в половой структуре населения мужчины составляли 100 %.
Национальный состав
Согласно результатам переписи 2002 года в деревне проживал один житель русской национальности.